# Brigitte
Brigitte (sinh năm 2010) là một con chó diễn viên Pháp nổi tiếng với vai Stella trong loạt phim truyền hình ABC Modern Family. Năm 2012, nó chiến thắng giải thưởng "Con chó đẹp nhất trong phim truyền hình" tại lễ trao giải Vòng cổ Vàng - Golden Collar.

## Cuộc đời
Trong thời gian điều hành Modern Family, Brigitte được đại diện bởi huấn luyện viên động vật Guin Dill, người sở hữu Good Dog Animal, một công ty có trụ sở tại Los Angeles, nơi cho mượn các diễn viên động vật tham gia đóng phim và các chương trình truyền hình. Dill đã tuyên bố rằng chế độ chải chuốt của Brigitte khá đơn giản. Nó thích chơi với đồ chơi, đặc biệt là những thứ được chế tạo để nó có thể kéo.
Người bạn thân nhất của Brigitte là một chú chó Pháp khác có tên là Beatrice, con vật mà Sarah Clifford ban đầu nhận làm con nuôi của Brigitte trên phim trường. Clifford sau đó cho phép Dill nhận nuôi Beatrice.

## Giải thưởng
Brigitte đã tham dự bữa tiệc ra mắt, cùng với Lambchop từ chương trình truyền hình Suburgatory, cho Giải thưởng Vòng cổ Vàng đầu tiên, một loạt các giải thưởng được thành lập bởi Dog News Daily để tôn vinh những thành tựu của chó trong phim và truyền hình. Nó tiếp tục giành giải thưởng "Con chó tốt nhất trong phim truyền hình" tại lễ trao giải khai mạc, đánh bại đối thủ là Lambchop.